# Modraszek gniady
Modraszek gniady (Polyommatus ripartii) – motyl dzienny z rodziny modraszkowatych.

## Cechy
Rozpiętość skrzydeł wynosi 30–34 mm. Niewielki dymorfizm płciowy. Wierzch skrzydeł u obu płci brunatny. Na spodzie tylnego skrzydła biała smuga, ciągnąca się od nasady prawie aż do zewnętrznego brzegu.

## Biologia i ekologia
Modraszek gniady wymaga siedlisk o charakterze stepowym. Występuje na suchych, ciepłych pagórkach o wapiennym podłożu, porośniętych trawą, rozchodnikiem i krzewiastymi zaroślami. Odżywia się nektarem kwiatów. Gąsienice żerują na sparcecie siewnej i  sparcecie piaskowej. W ciągu roku pojawia się jedno pokolenie. Motyle latają od początku lipca do końca sierpnia.

## Rozmieszczenie geograficzne
Występuje na niewielkich, odosobnionych obszarach w Europie (Pireneje, Alpy Nadmorskie, Półwysep Bałkański, Półwysep Krymski, Rosja) oraz Azji Mniejszej. W Polsce spotykany jest na bardzo niewielkim obszarze Wyżyny Małopolskiej, na Ponidziu i w okolicach Miechowa. Obserwowany m.in. w Kazimierzy Wielkiej, Skotnikach Górnych, Klonowej, Krzyżanowicach, Winiarach i Piechowie.

## Zagrożenie i ochrona
Liczebność w Polsce jest trudna do oszacowania – ale jednorazowo widywano kilkadziesiąt osobników na jednym stanowisku. Zagrożeniami dla niego są niekorzystne zmiany w środowisku spowodowane zalesianiem i zarastaniem stepowych siedlisk drzewami i krzewami. Niekorzystnie na liczebność wpływa również wypalanie traw, niszczące gąsienice, oraz nielegalne odławianie motyli przez kolekcjonerów.
Gatunek zagrożony wyginięciem. Na terenie Polski jest objęty ścisłą ochroną gatunkową. Wymaga ochrony czynnej. W Polskiej czerwonej księdze zwierząt otrzymał status CR – gatunku skrajnie zagrożonego.